# Hope Powell
Pour les articles homonymes, voir Hope.
Hope Powell (née le 8 décembre 1966 à Londres), est une joueuse de football anglaise. Elle est le sélectionneur de l'équipe d'Angleterre de football féminin de 1998 à 2013. Elle est la première femme et de surcroît de couleur à ce poste.

## Carrière
Comme joueuse, Powell a joué 66 matchs pour l'Angleterre au poste de milieu offensif, elle a marqué 35 buts. Elle fait ses débuts internationaux à l'âge de 16 ans et participe à  la première Coupe du monde féminine de l'Angleterre en 1995. Elle fut aussi vice-capitaine de sa sélection. En club, elle remporta la Coupe d'Angleterre trois fois avec Croydon.
En 1998, elle devient sélectionneur de l'équipe nationale qu'elle amènera à la Coupe du monde en Chine au mois de septembre 2007. 
Elle supervise aussi les sélections nationales féminines des mois de 15 ans jusqu'au moins de 21 ans et le centre de formation de la Football Association à l'université de Loughborough.
En 2002, Hope Powell a reçu l'Ordre de l'Empire britannique (CBE) et en 2003 elle entra au English Football Hall of Fame.
Elle démissionne de son poste de sélectionneur en août 2013.

## Distinctions
- Décorée commandante de l'Empire britannique en 2010
- Nomination au prix d'entraîneur d'équipe féminine de l'année FIFA 2010